# Wang Bi
Cette page contient des caractères spéciaux ou non latins. S’ils s’affichent mal (▯, ?, etc.), consultez la page d’aide Unicode.
Pour les articles homonymes, voir Wang (patronyme).
Wang Bi ou Wang Pi 王弼 (226 – 249), nom social Fusi (1), lettré chinois de la période des Trois royaumes, est le créateur de la philosophie Xuanxue (2) qui propose, à partir de notions tirées du Dao De Jing (ou Lao Zi) et du Zhuangzi, une base théorique cohérente ainsi qu'une justification métaphysique au système social et politique confucéen de l'époque. Le Xuanxue deviendra le courant de pensée dominant dans les classes cultivées, atteignant son apogée sous les Jin orientaux, avec une interprétation toutefois quelque peu différente de celle de son fondateur. 
C'est à travers cette théorie faisant du 'non-être' / 'non-avoir' (wu) (3) l'origine de toutes choses et le vocabulaire qui l'exprime que furent introduits en Chine les premiers textes du bouddhisme mahâyâna, en particulier la littérature prajnaparamita et le concept de 'vide' (sunyata).
Wang Bi est également connu pour ses versions commentées du Dao De Jing et du Yi Jing qui devinrent la référence principale dans les siècles suivants, et sur lesquelles se fondent presque toutes les traductions en langues étrangères. Néanmoins, en toute rigueur Wang Bi n'est pas vraiment un taoïste, et il fait de Confucius, plutôt que de Lao Zi, le modèle du sage qui a "élargi la Voie".
(1) 輔嗣  (2) 玄學  (3) 無

## Biographie
Sa carrière fut courte car il mourut de maladie contagieuse à 24 ans. Originaire de Gaoping (1), district de Shanyang (2), près de l'actuelle ville de Jiaozuo (3), comté de Jinxiang (4) au Shandong, il était marié et père d'une fille, et occupait un poste à la cour du royaume de Wei. Son père avait hérité de la bibliothèque du collectionneur de livres Cai Yong (5) et son grand-père maternel Liu Biao (6) était un lettré renommé versé dans l'interprétation du Yi Jing. Les écrits de Wang Bi, concernant essentiellement le Dao De Jing, le Yi Jing et les Analectes du Confucius sont rassemblés dans l'Édition critique du recueil des écrits de Wang Bi (7).
(1) 高平  (2) 山陽  (3) 焦作  (4) 金鄉  (5) 蔡邕  (6) 劉表  (7) Wang Bi ji jiaoshi. 王弼集校釋

## Xuanxue
Comme les courants philosophiques de l'époque pré-impériale, le Xuanxue est né du besoin de définir la bonne voie de gouvernance dans une époque de troubles politiques, en l'occurrence juste après la division de l'empire Han. L'idéal du gouvernement par les lettrés basé sur le confucianisme avait montré ses limites, et des philosophies concurrentes faisaient leur entrée en force dans les cercles officiels. Les souverains de Wei avaient adopté des idées de l’École légiste et de l'École des noms. Wang Bi, pour sa part, s'appuya sur le taoïsme, ou plus précisément le Dao De Jing et le Zhuang Zi dont il donna sa propre interprétation, pour soutenir le bien-fondé du régime impérial et de la société confucéenne, tout en indiquant les raisons de leur décadence et les moyens d'y remédier. 
Pour Wang Bi, le 'non-existant' ineffable (wu) est à la base de tout. Toutes choses existantes (you) (1) en naissent, se déployant en un système harmonieux pourvu que la volonté humaine ne vienne pas perturber le processus. Le non-agir (wuwei) (2) est l'attitude à adopter. 
Malgré le haut degré d’abstraction que sa pensée peut présenter et son insistance sur le fait que le sens profond d'un mot n’est pas celui du référent qu'il semble désigner, sa théorie est bel et bien née d'une situation concrète à laquelle il faut se référer pour l'interpréter. Le système harmonieux mentionné plus haut désigne en effet tout d'abord le système social et politique hiérarchisé, dont l'harmonie est garantie seulement si l'ambition et l'avidité (volonté humaine) ainsi que le mensonge et le formalisme creux derrière lesquels elles se cachent ne viennent pas en perturber le fonctionnement. Pour le gouvernant, le 'non-agir' signifie ne pas laisser ses désirs personnels faire obstacle au choix d'administrateurs vertueux et capables, choix que Wang Bi considère comme la tendance sociale naturelle. Pour lui le sage (shengren) (3), dont le modèle est Confucius, est vide (4), mais sans pour autant devenir inhumain ; il est animé de sentiments sans en subir les influences négatives (5).
(1) 有 (2) 無為 (3) 聖人 (4) 體無 (5) shèngrén yǒuqíng ér wúlèi 聖人有情而無累

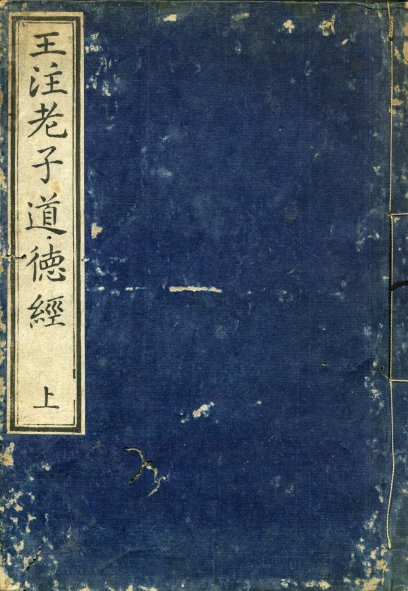
Dao De Jing, édition de Wang Bi, Japon, 1770

Le Xuanxue est né dans le cadre d’une réflexion entamée depuis la fin des Han, le qingyi (1) ou qingtan (2), 'pure discussion', critique des mauvais administrateurs et des dérives formalistes du système confucéen qui écartent les vertueux et permettent aux corrompus d'accéder au pouvoir. Le mingjiao (3), système basé sur les rites censé assurer l'harmonie sociale et la bonne gouvernance, semble dévalué, et le ziran (4), voie naturelle ou authentique du taoïsme, est proposé par certains pour le remplacer. Wang Bi tente de réconcilier les deux grâce à une théorie qui fait du système confucéen une expression du ziran, en conformité avec le principe fondamental de l'univers, redonnant le feu sacré au groupe des lettrés en proie au doute. Néanmoins, après sa mort, les changements dynastiques fréquents, accompagnés de luttes politiques féroces parfois fatales aux membres de l'administration et du gouvernement, diminueront l'intérêt des lettrés pour l'application politique de la théorie, qui constituait pourtant son objectif principal aux yeux de son créateur. Se tenant volontairement ou par la force des choses à l'écart du pouvoir, ils en développeront plutôt l'aspect métaphysique et spéculatif, attitude incarnée dans la figure des Sept Sages de la forêt de bambous (5). Dans les cercles du pouvoir, le 'non-agir' sera beaucoup plus souvent synonyme de 'laisser-faire' que de renonciation au désir de manipuler l'administration. Le terme est devenu de nos jours synonyme de divination.
(1)	清議 (2) 清談 (3) 名教 (4) 自然 (5) zhúlín qixián 竹林七賢
Le retour en force du taoïsme dans les milieux lettrés entraina l'apparition de deux termes pour le nommer, daojia (1) et daojiao (2), le premier désignant la philosophie et le second la religion, distinction née du désir de certains adhérents aux concepts tirés du canon taoïste de se démarquer des mouvements religieux.  
Synthèse d'idées confucéennes et taoïstes, le Xuanxue est parfois nommé néo-taoïsme par les spécialistes non-chinois en référence au néo-confucianisme syncrétique. Son nom xuan, 'obscurité', 'mystère' ou 'profondeur', provient d'une phrase du début du Dao De Jing qui décrit le Tao comme «plus profond que la profondeur» ou «plus mystérieux que le mystère» (3) 
Hormis Wang Bi, sont considérés comme représentant ce courant son aîné He Yan (4) (?-249), Zhong Hui (5) (225-264), Guo Xiang (6)(?-312), ainsi que les Sept sages, ces derniers sur un plan plus littéraire que proprement philosophique.
(1) 道家 (2) 道教 (3) xuán zhi yòu xuán 玄之又玄 (4) 何晏 (5) 鐘會 (6) 郭象

## Interprétation duDao De Jinget duYi Jing
Wang Bi s'est efforcé de donner aux textes qu'il a commentés une interprétation mettant en évidence l'existence d'un principe commun les sous-tendant. Elle est basée sur sa lecture de passages du Dao De Jing et du Zhuang Zi dont il tire certaines notions, comme celle du 'non-existant' primordial identifié sous différents termes mentionnés dans les deux ouvrages ('vallée', 'femelle obscure' etc.). Il justifie son interprétation en affirmant que le sens profond des mots n'est pas le référent apparemment désigné. Pour comprendre vraiment, il faut «oublier les mots et les apparences pour retrouver les [vrais] signes et le [vrai] sens» (1). Il réinterprète le Yi Jing, jusque-là recueil d'instructions complexes pour la divination, en un ouvrage philosophique cohérent dont chaque élément peut représenter sous une forme différente le principe unique, et qui renfermerait en lui le sens du Dao De Jing. Il réussit ainsi à proposer un système séduisant, intégrant confucianisme et taoïsme, et propose dans ses commentaires une interprétation synthétique et un sens cohérent, particulièrement appréciés pour ces textes assez obscurs et déroutants. 
(1)wangyan wangxiang yidexiang deyi 忘言忘象以得象得意